# Palazzo Pasquali
Der Palazzo Pasquali ist ein Palastgebäude in Florenz.

## Geschichte
Andrea Pasquali war ein 1496 in Florenz geborener Arzt, der zwischen 1510 und 1516 die Universitäten von Bologna, Ferrara und Padua besucht hatte und später ein angesehener Arzt in Florenz, im Ospedale Santa Maria Nuova, wurde. Wie Vasari berichtet, malte Franciabigio für ihn ein Bild mit einem anatomischen Thema. Er wurde Hofarzt (Archiater) unter Alessandro de’ Medici und Cosimo I. Es gelang Cosimo, ihn in die Accademia Fiorentina aufzunehmen, und dank des Wohlwollens des Großherzogs konnte er sein Vermögen aufbauen. Als Freund von Paolo Giovio, Aldus Manutius, Benedetto Varchi und Bernardo Davanzati ließ er von Vasari ein Altarbild für den Familienaltar in Santa Maria Novella malen.
Im Jahr 1541 wurde das Haus von seiner Mutter Lucrezia Petrini, einer Adeligen, die mit Giovanni, dem Vater von Andrea, ebenfalls Arzt, verheiratet war, gekauft. Es stand an der Stelle des heutigen Palazzo und gehörte zuvor der Familie Venturi. Erst im 17. Jahrhundert wurde es zum heutigen Palast umgebaut. Die Berichte über die Architekten sind widersprüchlich. Ruggieri zufolge wurde das Portal von Cigoli entworfen, und es ist anzunehmen, dass die gesamte Fassade von seiner Hand stammt. Das wertvolle Wappen der Pasquali auf der Straßenecke, mit einem hervorstehenden Hirsch und einem Stern, wurde hingegen von Antonio Novelli geschaffen. Baldinucci zufolge hatte er auch zwei Büsten von Meister Andre und seinem Sohn Cosimo geschaffen, die zu einem nicht näher bezeichneten Zeitpunkt verschwanden. Wenn das Wappen jedoch anlässlich des Wiederaufbaus der Fassade angebracht wurde, muss davon ausgegangen werden, dass es um 1620 fertiggestellt wurde (Novelli wurde nämlich 1600 geboren), aber zu diesem Zeitpunkt war Cigoli bereits seit sieben Jahren tot. Mit dem Kauf des angrenzenden Palazzo Portigiani konnte der Palast in Richtung Via Panzani erweitert werden.
Im Jahr 1799 starb die Familie Pasquali aus und ihr Besitz ging durch Erbfolge auf die Familie Capponi über; der Name blieb jedoch mit der Familie Da Cepparello verbunden, die zu Pasquali Da Cepparello wurde.
Heute ist der Palast in mehrere Eigentumswohnungen aufgeteilt.

## Kunst und Architektur

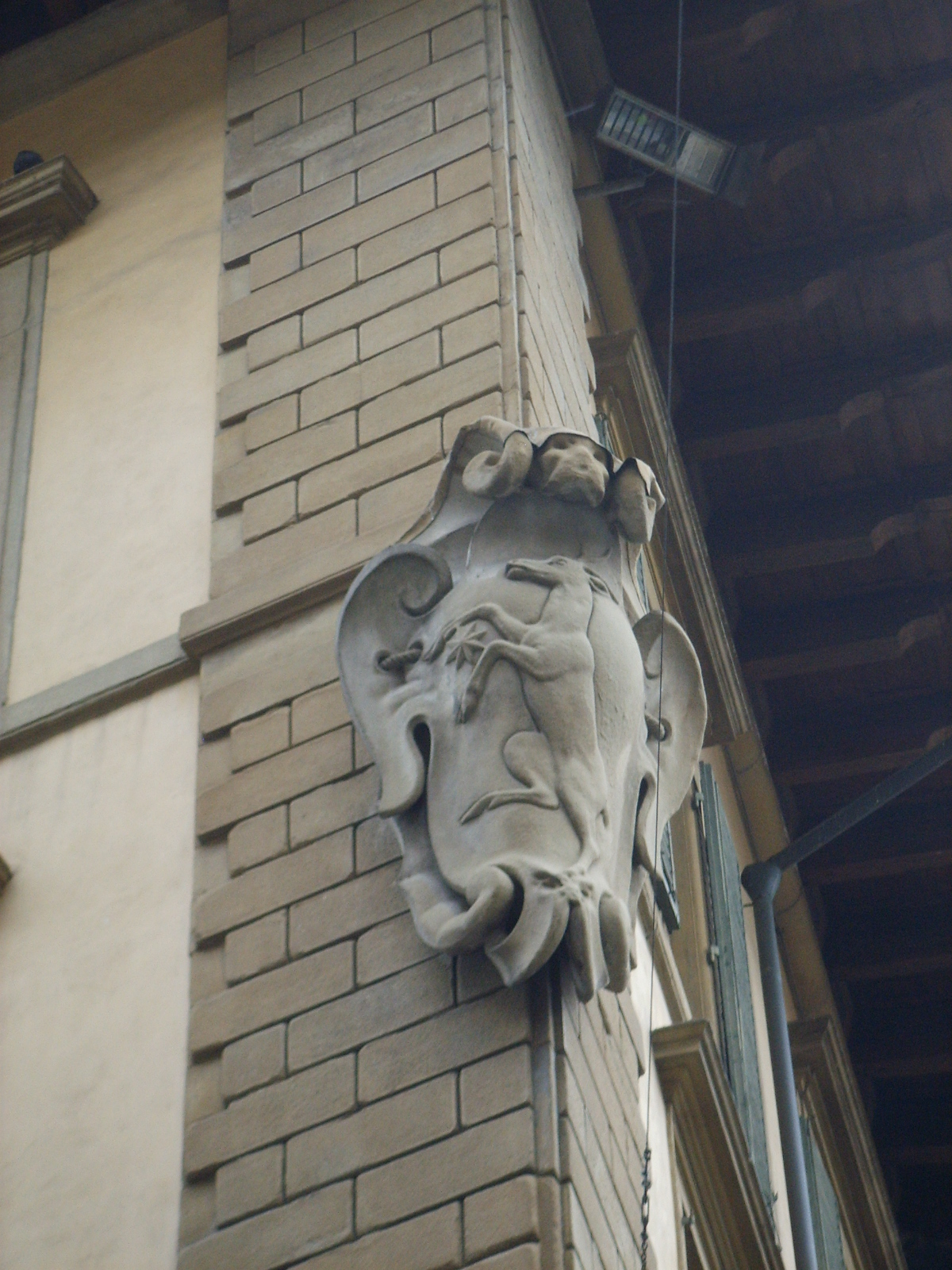
Wappen der Pasquali

Der Grundriss des Gebäudes ist erkennbar zwischen den Straßen eingekeilt und reicht fast bis zur Chiasso Padella. Die Fassade weist ein schönes Rundbogenportal auf, das von einem rechteckigen Gesims eingerahmt und von vier bogenförmigen Ladenöffnungen flankiert wird (in denen sich heute noch Geschäfte befinden), die wiederum symmetrisch von einem rechteckigen Fenster auf jeder Seite unterbrochen werden. Hinter dem Gurtgesims weist das Hauptgeschoss eine elegante Reihe von sieben Fenstern mit abwechselnd halbrunden oder dreieckigen Fensterbänken und Tympanon auf. Die beiden oberen Stockwerke wiederholen die Skalierung des ersten Stockwerks mit einfacheren rechteckigen Öffnungen. Die Wappenecke wird durch massive glatte Quader hervorgehoben, während der Palazzo an der Via degli Agli ein unregelmäßigeres Erscheinungsbild aufweist, mit zwei bogenförmigen Fensteröffnungen und zwei Fenstermodulen, die mit der Anordnung der Hauptfassade identisch sind, gefolgt von einigen bogenförmigen Öffnungen in unterschiedlichen Höhen, die dem Treppenhaus entsprechen.
Vom Hauptportal gelangt man durch eine gewölbte Eingangshalle zum monumentalen Tor mit einem doppelten Pasquali-Antinori-Wappen (Symbol für die Heirat mit einer Frau aus dem Hause Antinori), durch das man in den kleinen, aber eleganten Innenhof gelangt, der auf der Süd- und Ostseite einen kleinen Säulengang mit doppelten Rundbögen aufweist, die von Pietra-Serena-Säulen mit Kompositkapitellen getragen werden. Auf der Nordseite wiederholen Halbsäulen und blinde Arkaden die gleiche Anordnung. Von hier aus gelangt man durch eine Öffnung, die von einer schönen Stuckarbeit umrahmt ist, die einen von Putten hochgezogenen Vorhang simuliert, zum Treppenaufgang in die oberen Stockwerke. Ein Salon im ersten Stock wurde anlässlich der Hochzeit von Cosimo, dem Sohn von Mastro Andrea, mit Lisabetta di Girolamo Capponi im Jahr 1582 mit Fresken geschmückt.
Im Palast befindet sich auch eine Bibliothek mit medizinischen Werken, die auf den Beruf der Nachkommen der Familie Pasquali zurückgeht.

## Galerie

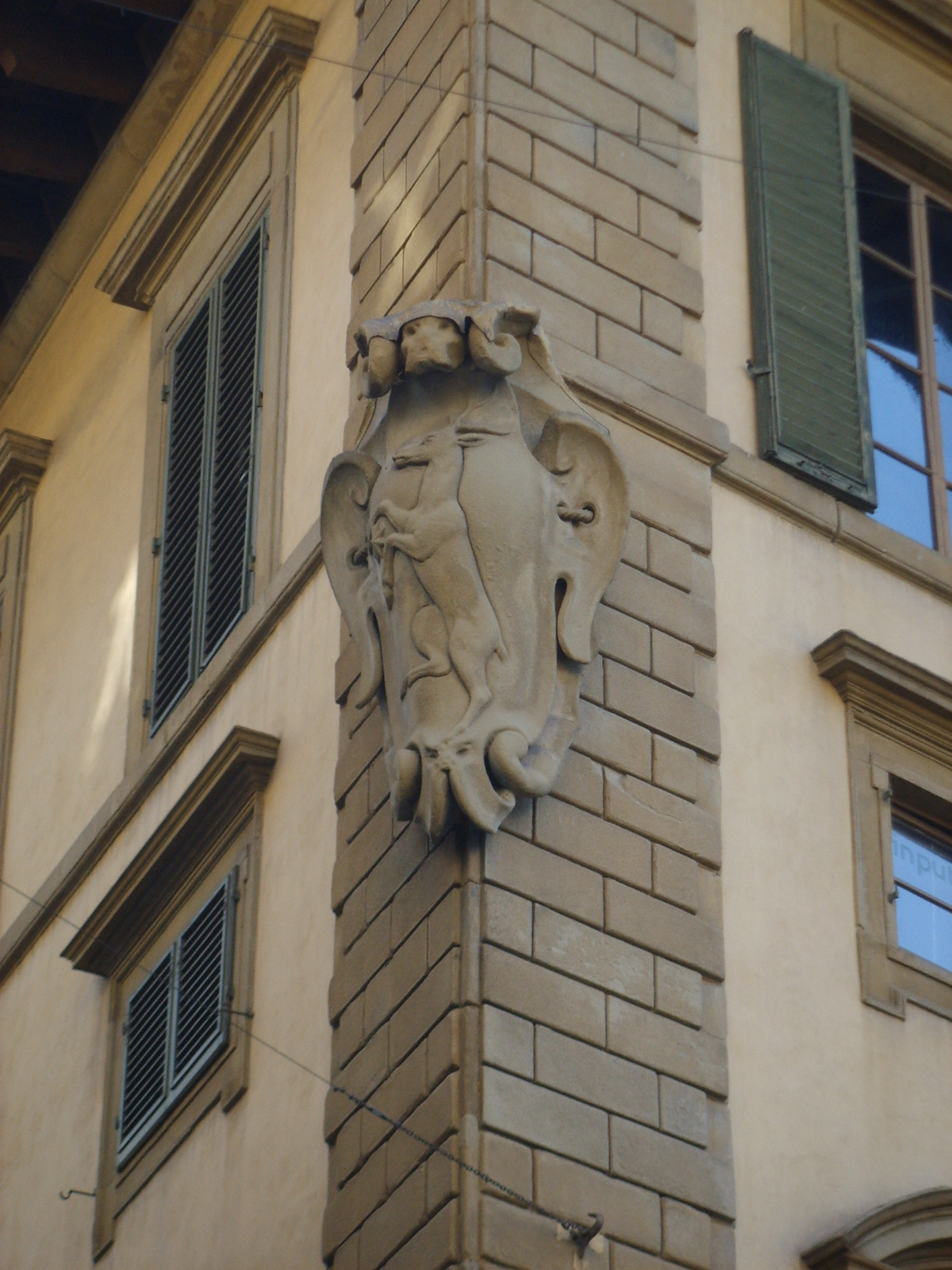
Wappen der Pasquali an der Straßenecke
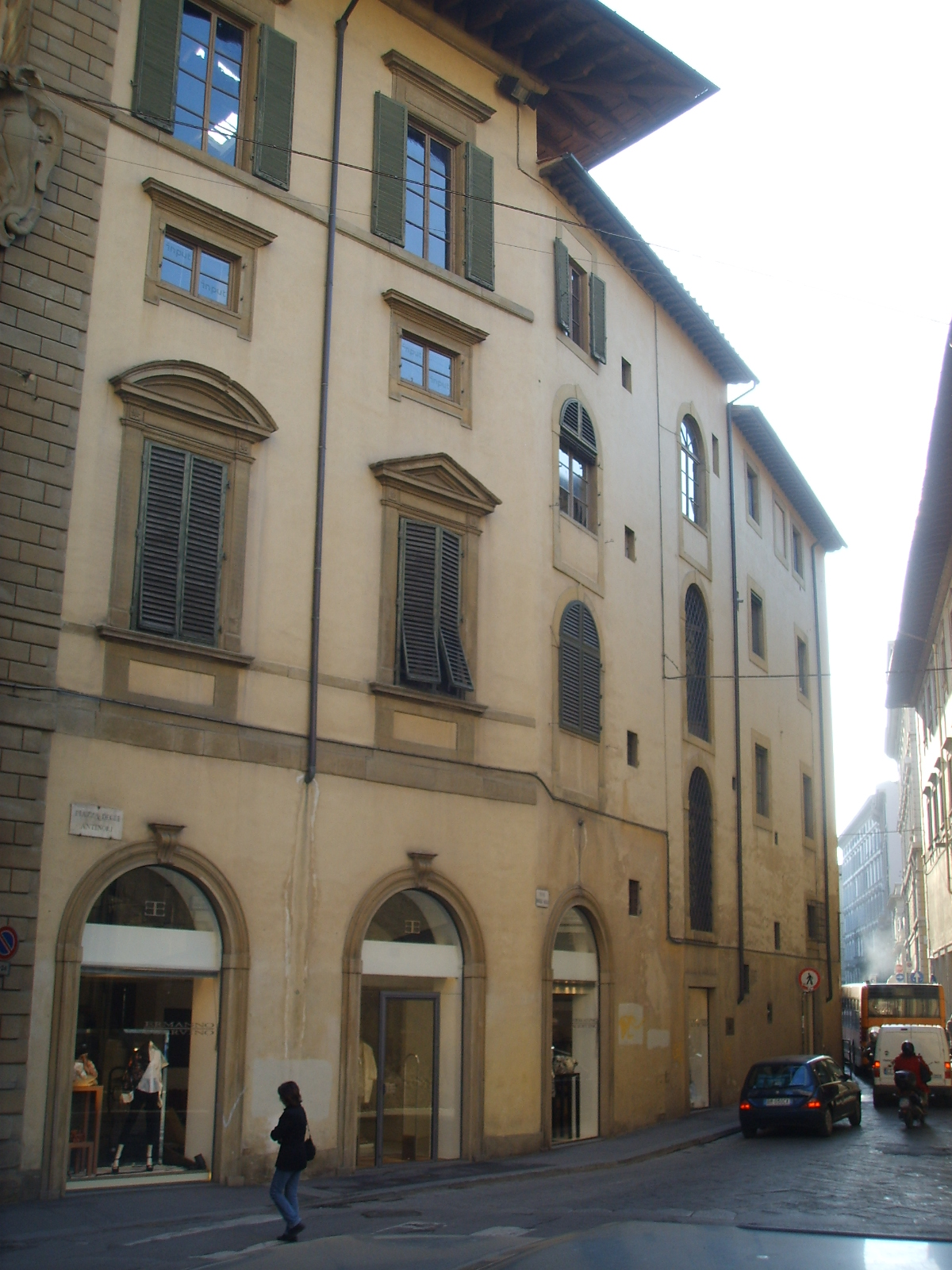
Seite an der Via degli Agli
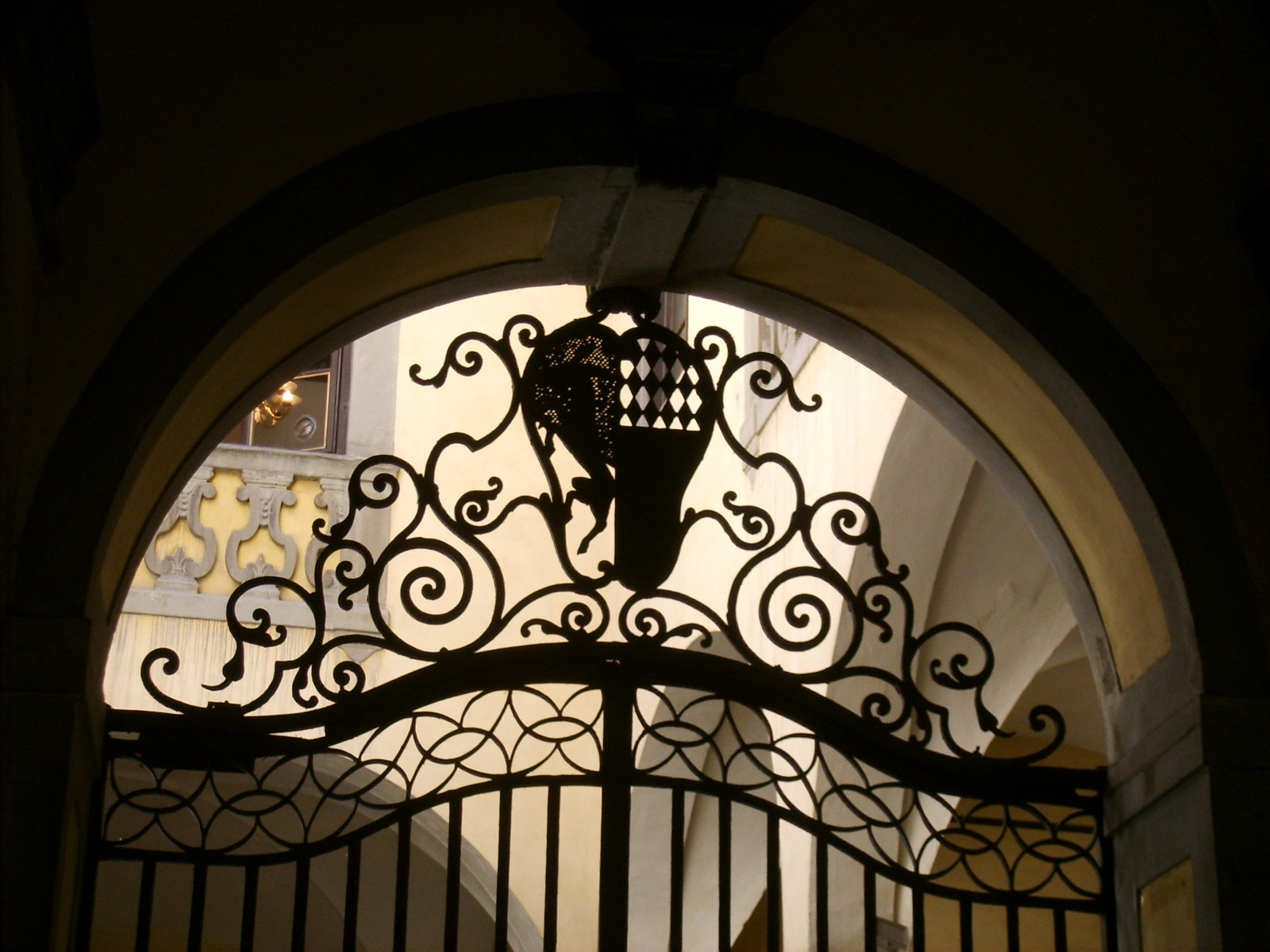
Doppelwappen Pasquali-Antinori auf dem Tor

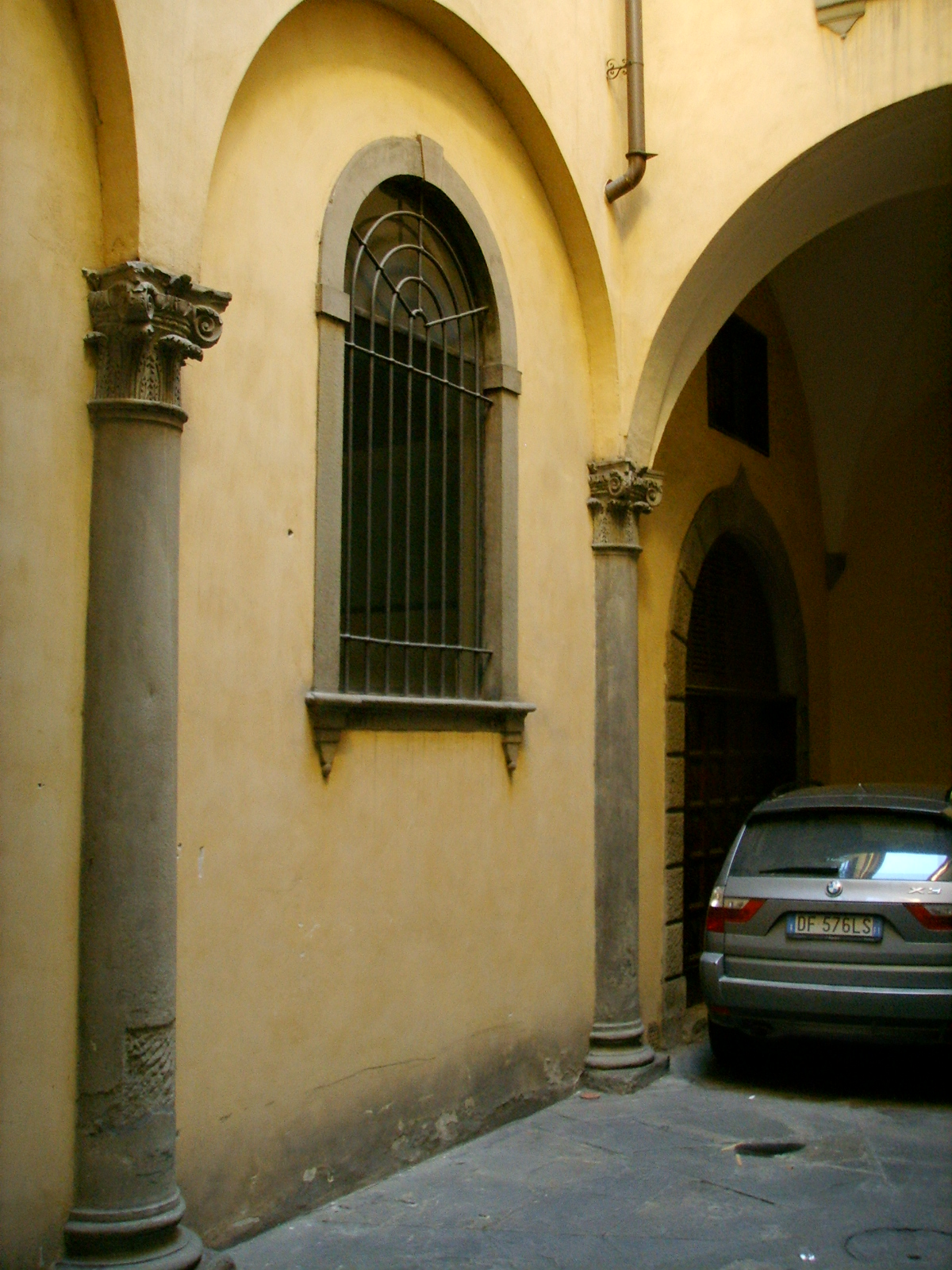
Der Innenhof
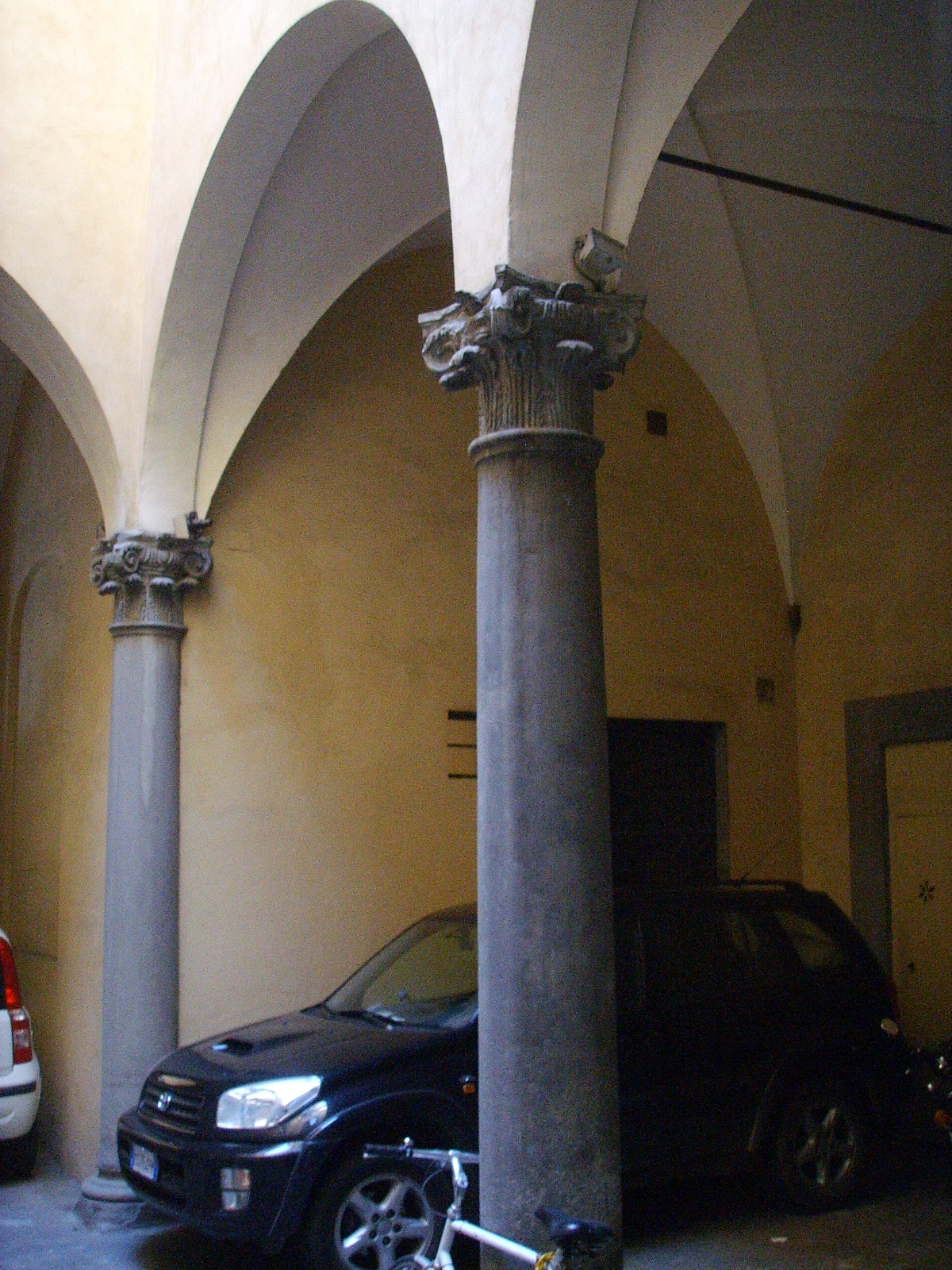
Der Innenhof
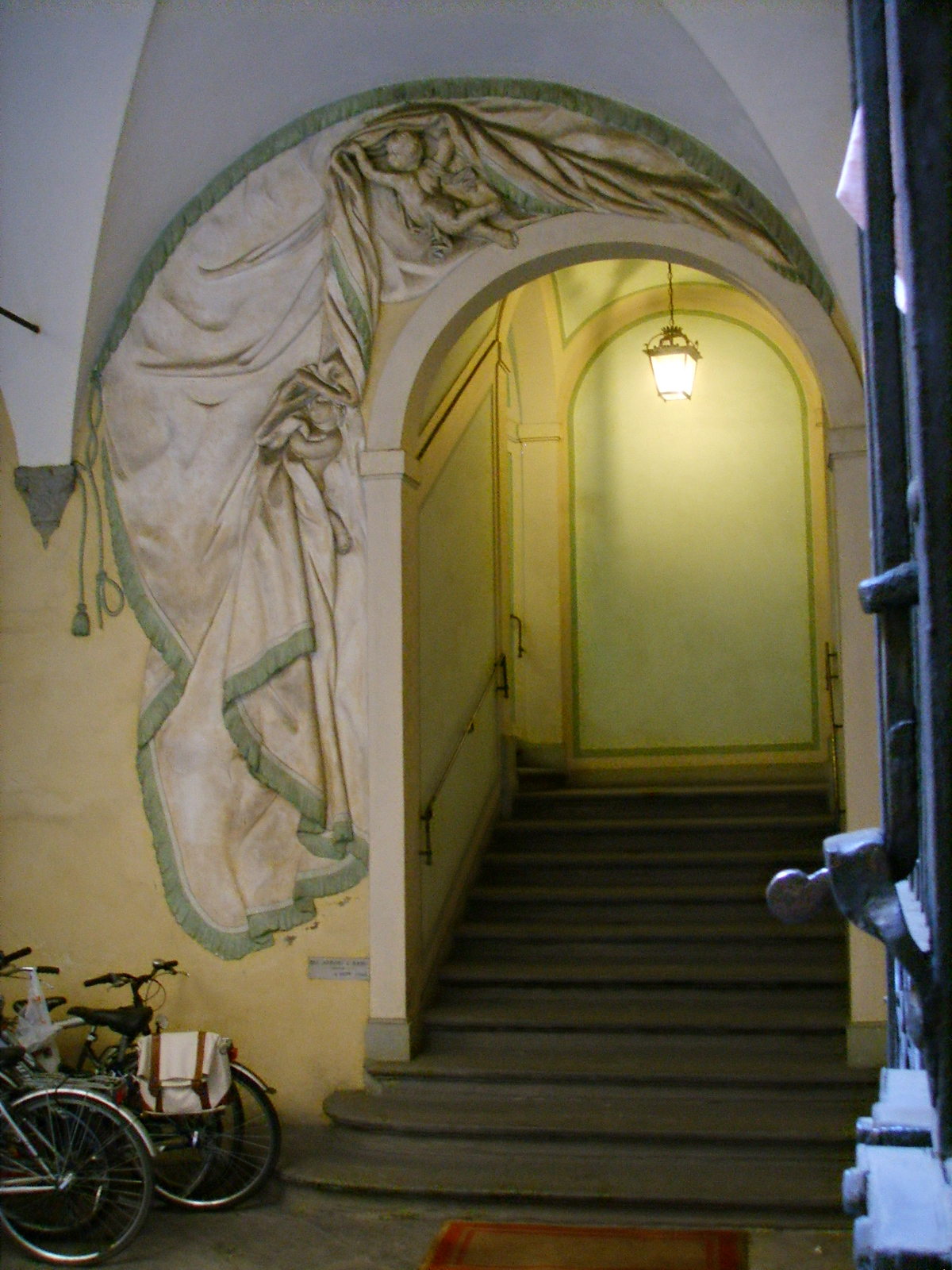
Zugang zur Treppe